# Марианна Оранская-Нассау
Вильгельмина Фредерика Луиза Шарлотта Марианна Нидерландская, принцесса Оранская-Нассау (нем. Wilhelmina Frederika Louise Charlotte Marianne von Oranien-Nassau, нидерл. Marianne van Oranje-Nassau; 9 мая 1810, Берлин — 29 мая 1883, Рейнхартсхаузен, Гессен) — принцесса Нидерландская и Прусская из Оранской династии. Отличалась редкой для своего времени независимостью взглядов и нетрадиционностью поведения.

## Биография
Марианна Оранская-Нассау — дочь короля Нидерландов Виллема I и его супруги Вильгельмины Прусской, дочери короля Пруссии Фридриха Вильгельма II. 14 сентября 1830 года Марианна вышла замуж за своего кузена принца Альбрехта, младшего сына короля Пруссии Фридриха Вильгельма III (старшего брата матери Марианны) и королевы Луизы. В этом браке родила четырёх детей:
- Шарлотта (1831—1855), с 1850 замужем за герцогом Саксен-Мейнингена Георгом II
- Альбрехт (1837—1906), женат на Марии Саксен-Альтенбургской (1854—1898)
- Фридерика Луиза Вильгельмина Елизавета (1840)
- Александрина (1842—1906), с 1865 замужем за герцогом Вильгельмом Мекленбургским.

В 1845 году принцесса бросила семью ради любовника, кучера Иоганнеса ван Россума (1809—1873). 28 марта 1849 года Марианна официально развелась с принцем Альбрехтом. Ещё до этого развода, во время поездки на Сицилию, Марианна родила от Россума сына Иоганна Вильгельма фон Рейнхартсхаузена. После рождения Марианной внебрачного сына королевские дома как Нидерландов, так и Пруссии прекратили с ней любые контакты. При посещении Пруссии ей разрешалось оставаться на территории этого государства не более, чем на 24 часа.
От матери Марианна унаследовала дворец Каменц в Силезии, который впоследствии подарила сыну Альбрехту в день его свадьбы.
В 1855 году Марианна приобрела замок Рейнхартсхаузен близ Эрбаха. Занималась поддержкой искусств, собрала обширную коллекцию картин (более 600 полотен), частично до сих пор хранящихся в замке, субсидировала молодых художников. В 1870-е годы принцесса финансировала возведение башни памяти Вильгельма I Оранского в Дилленбурге (башня Вильгельма).
Скончалась в своём замке Рейнхартсхаузен и была похоронена в Эрбахе в склепе рядом с Россумом и их сыном Иоганном, скончавшимся в 1861 году.